# Thorvald Bindesbøll

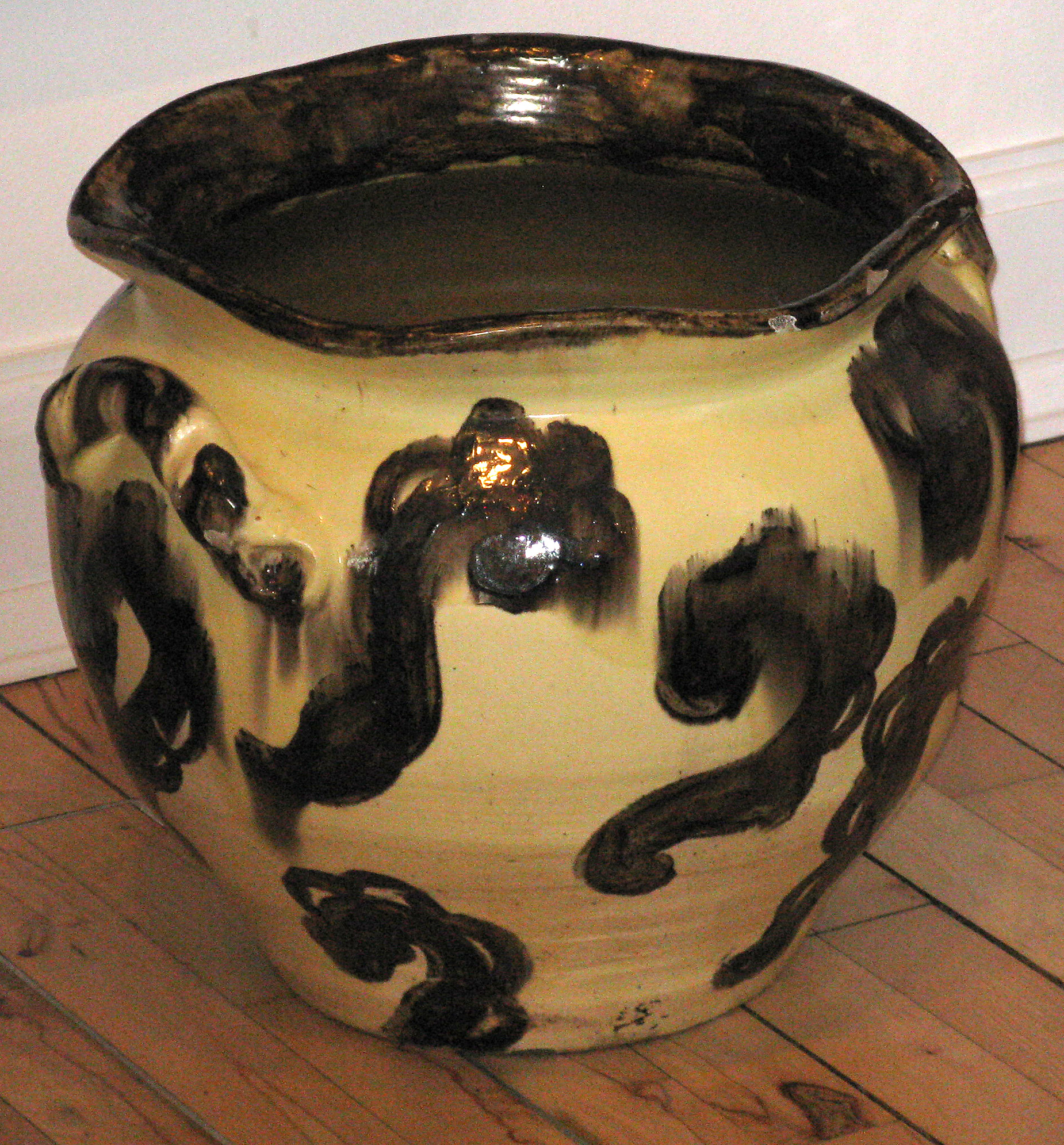
Kruka av Thorvald Bindesbøll på Museet i Koldinghus

Thorvald Bindesbøll, född 21 juli 1846, död 27 augusti 1908, var en dansk konstnär och konsthantverksbefrämjare.
Thorvald Bindesbøll var son till Michael Gottlieb Bindesbøll. Han utbildade sig till arkitekt och lämnade betydande bidrag till danska arkitektur, men gjorde sig främst känd som förnyare och impulsgivare inom konsthantverket. Genom sin rikedom på idéer och uppslag, sin dekorativa fantasi och sin säkra, ofta överraskande formgivning verkade Bindesbøll som en inflytelserik formgivare på jugendtidens konstindustri, särskilt inom keramiken och bokkonsten. 
För den breda allmänheten är Thorvald Bindesbøll kanske mest känd som upphovsman till den Art Nouveau-inspirerade logotypen som pryder flaskorna av det kända ölmärket Carlsberg.